# Rövidcsőrű cankógoda
A rövidcsőrű cankógoda (Limnodromus griseus) a madarak osztályának lilealakúak (Charadriiformes) rendjébe, ezen belül a szalonkafélék (Scolopacidae) családjába tartozó faj.

## Rendszerezése
A fajt Johann Friedrich Gmelin német természettudós írta le 1789-ben, a Scolopax nembe Scolopax grisea néven.

## Alfajai
- Limnodromus griseus caurinus Pitelka, 1950
- Limnodromus griseus griseus (Gmelin, 1789)
- Limnodromus griseus hendersoni Rowan, 1932[2]

## Előfordulása
Észak-Amerika területén fészkel, telelni délnek vonul, kóborló példányai eljutnak Európába is. Természetes élőhelyei az északi tundrák, mérsékelt övi gyepek, mocsarak és tavak környékén, valamint tengerpartok.

## Megjelenése
Testhossza 29 centiméter, szárnyfesztávolsága 45-51 centiméteres, testtömege 90-120 gramm. Rövidebb csőre van, mint rokonának a hosszúcsőrű cankógodának.
|  |  |  |

## Természetvédelmi helyzete
Az elterjedési területe rendkívül nagy, egyedszáma ugyan csökken, de még nem éri el a kritikus szintet. A Természetvédelmi Világszövetség Vörös listáján nem fenyegetett fajként szerepel.